# Šulmānu
Šulmānu è un dio degli inferi, della fertilità e della guerra nella religione mesopotamica dei semiti: inizialmente delle popolazioni semite orientali (Accadici, Assiri e Babilonesi) e successivamente anche dei semiti occidentali (Aramei, Cananei) e dei Fenici. Šulmānu è attestato in Assiria c. 2000-600 a.C. ed è noto dalle iscrizioni dell'età del bronzo a Sidone. 
Il riferimento a Šulmānu ricorre nei "nomi reali" di diversi monarchi assiri: es. i sovrani con nome Salmanassar, in lingua accadica Šulmānu-ašarēdu, lett. "Šulmānu è il dio supremo".